# 앙투안 앙리 조미니

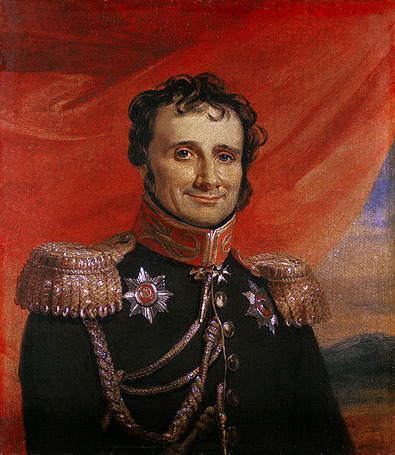
초상화

앙투안 앙리 조미니(Antoine-Henri Jomini, 1779년 3월 6일 ∼ 1869년 3월 24일)는 프랑스-스위스의 장군이다.
19세기 위대한 군사 사상가들 중의 한 명으로 손꼽힌다. 프랑스와 전 유럽을 뒤흔든 1789년 프랑스 대혁명 이후에 등장해 이후 서양 군사사에 커다란 족적을 남겼던 군사 천재 나폴레옹, 군사 사상의 황제 클라우제비츠 등과 어깨를 겨루며 동시대에 활동했다.
1779년에 스위스 베른 부근에서 태어난 조미니는 어려서부터 군사학교에 진학하려는 꿈을 가지고 있었다. 1798년에 스위스군에 참모로 자원함으로써 오랜 꿈을 현실화하는 인생의 긴 여정에 접어들었다. 1804년에 조미니는 그의 글을 읽었던 나폴레옹에 의해 발탁되어 프랑스군 대령으로 임명되었다. 그러나 1813년에 상관으로부터 시기와 모함을 받은 조미니는 그해 8월에 프랑스를 떠나 러시아로 향했다. 그곳에서 그는 차르 알렉산드르 1세의 군사 참모이자 황태자의 군사 분야 가정교사로 활동하게 되었다. 오래지 않아서 그는 러시아군 중장으로 승진했고 아이러니하게도 나폴레옹의 러시아 원정 때에는 러시아군 장군으로 참전해 나폴레옹군에 맞서기도 했다. 크림 전쟁(1853∼1856) 때에는 러시아의 수도에 머물면서 전쟁과 관련해 니콜라이 1세의 조언자로 활동했다. 생전에 여러 나라를 옮겨 다니면서까지 자신의 생각을 펼치고자 했던 조미니는 1869년에 90세의 나이로 파리에서 숨을 거두었다.

## 같이 보기
- 군사 전략
- 존 키건
- 샤를 오귀스탱 생트뵈브